# Biszkek
Biszkek (kirg. Бишкек, trl. Biškek, trb. Biszkek; ros. Бишкек, trl. Biškek, trb. Biszkiek; do roku 1926 Piszpek, w latach 1926–1991 Frunze) – stolica i największe miasto Kirgistanu, położone w Tienszanie u podnóża Gór Kirgiskich w Kotlinie Czujskiej, nad rzekami Ała Arcza i Ałamedin. Na północy miasto przecina kanał Wielki Czujski.
Główny ośrodek gospodarczy Kirgistanu (ponad 50% produkcji przemysłowej: przemysł maszynowy, samochodowy, spożywczy i włókienniczy), a także centrum kulturalno-naukowe (8 szkół wyższych z uniwersytetem na czele). Znaczący węzeł drogowy i port lotniczy. Przez miasto przechodzi droga międzykontynentalna E40, która stanowi jedno z niewielu połączeń drogowych z Europą Zachodnią, Środkową i Wschodnią, a także między innymi krajami Azji Środkowej.
W mieście znajduje się stacja kolejowa oraz port lotniczy.

## Historia
- 1825 – miasto wokół twierdzy granicznej Biszbek, uzbeckiego chanatu Kokandu
- 1862 – twierdza została podbita przez wojska rosyjskie; nazwana Piszpek
- 1918 – w Turkiestańskiej ASRR
- 1926 – miastu nadano nazwę Frunze (dla uczczenia rewolucjonisty i dowódcy Armii Czerwonej Michaiła Frunze, który się w nim urodził), stolica Kirgiskiej SRR
- 1991 – nadano nazwę Biszkek i po deklaracji niepodległości stało się stolicą kraju.

## Podział administracyjny
Biszkek dzieli się na 4 rejony:
- rejon Birinczi Maj
- rejon Lenin
- rejon Oktiabr
- rejon Swierdłow

W skład rejonu Lenin wchodzą dodatkowo osiedle typu miejskiego Czong-Aryk i wieś Orto-Saj.

## Środki masowego przekazu
- Wieczernij Biszkek

## Sport

### Piłka nożna
W Biszkeku istnieje wiele klubów piłkarskich. Ich zestawienie znajduje się poniżej:
- Ałga Biszkek
- Ałga-2 Biszkek
- Ata-Spor Biszkek
- Dinamo-Manas-SKIF Biszkek
- Dinamo-MWD Biszkek
- Dordoj Biszkek
- Ekolog Biszkek
- Instrumientalszczik Biszkek
- Muras-Sport Biszkek
- Olimpia-85 Biszkek
- Polot Biszkek
- Płaza Biszkek
- Rotor Biszkek
- RUOR Gwardija Biszkek
- Sielmaszewiec Biszkek
- Szer-Ak-Dan Biszkek
- Szoro Biszkek
- Szumkar-Dastan Biszkek

## Miasta partnerskie
- Ałmaty, Kazachstan
- Ankara, Turcja
- Astana, Kazachstan
- Colorado Springs, Stany Zjednoczone
- Izmir, Turcja
- Mińsk, Białoruś
- Toronto, Kanada
- Urumczi, Chiny

## Galeria

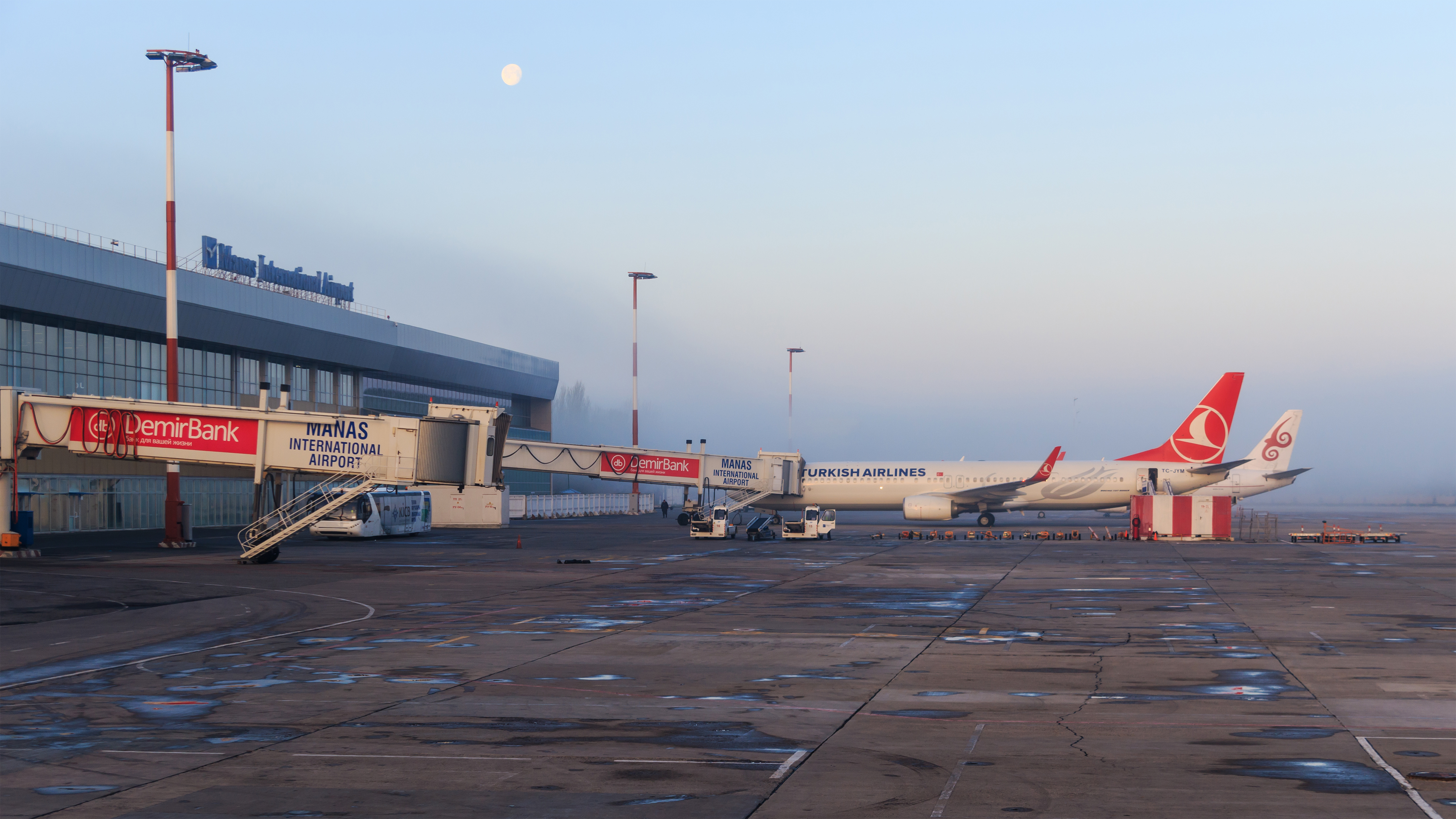
Lotnisko w Biszkeku.
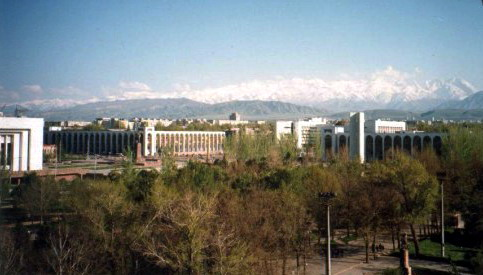
Biszkek
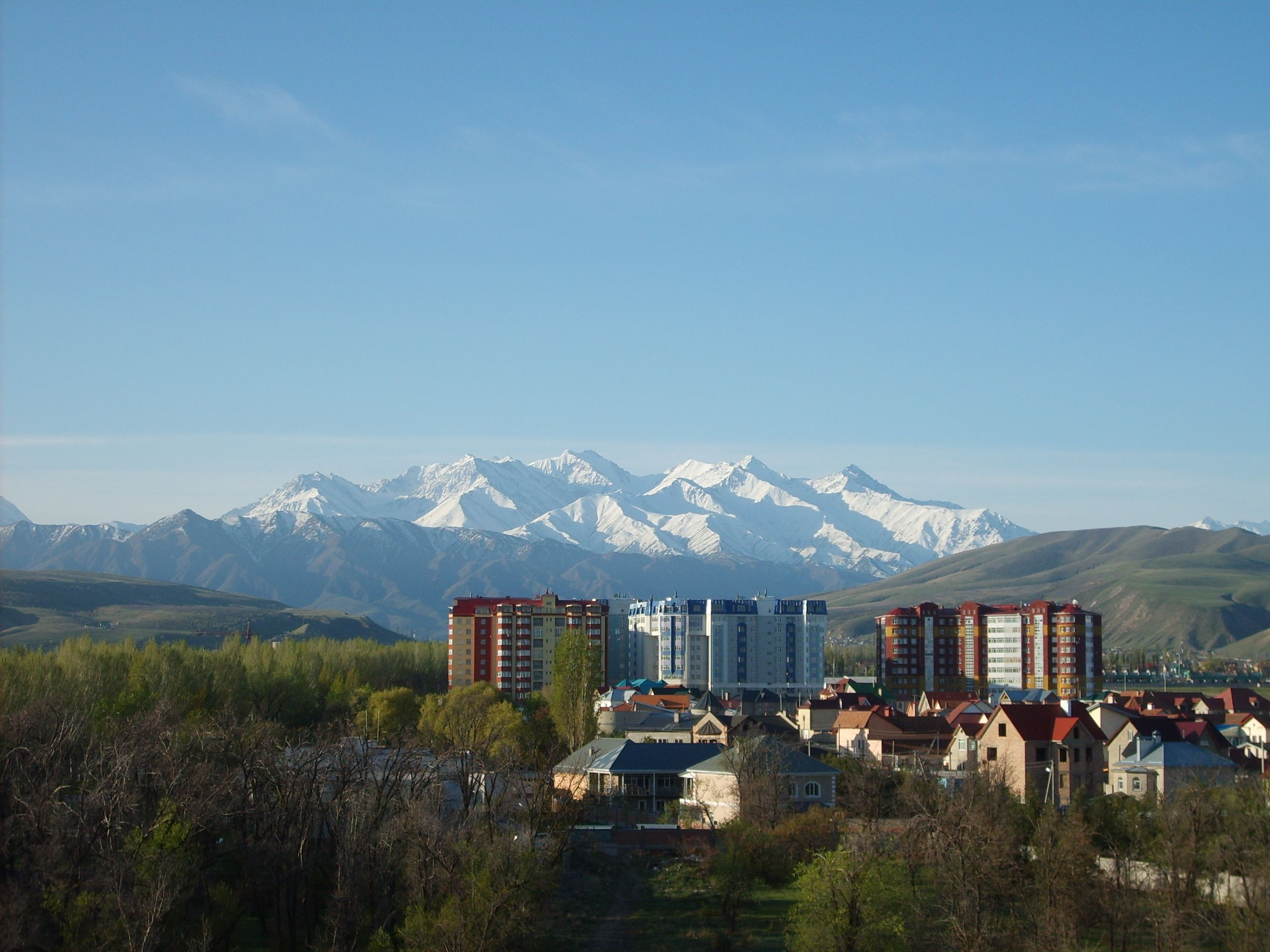
Panorama na osiedle mieszkalne w Biszkeku oraz góry.